# Jacques Boisrot de La Cour
Jacques Boisrot de La Cour est un homme politique français né le 22 février 1758 à Montluçon (Allier) et mort le 10 mars 1832 à Saint-Didier-en-Rollat (Allier).

## Biographie
Jacques Boisrot est avocat au Parlement en 1785, puis receveur du grenier à sel de Montluçon en 1786. Il devient juge au tribunal de district de Montluçon en 1791, puis procureur de la commune (1792), administrateur du district de Gannat. Il est député de l'Allier à l'assemblée législative  de 1791 à 1792, siégeant dans la majorité et intervient régulièrement sur les questions financières.  Il est ensuite président de l'administration centrale du département, puis juge au tribunal civil de Gannat (de l'an VIII à l'an X). il est fait baron en 1813.  Sous la Restauration, il devient maire de Saint-Didier-en-Rollat et lieutenant de louveterie. Il est l'auteur d'un traité sur l'art de chasser avec le chien courant, publié en 1808.